# Verdadeiro Liberal
O Verdadeiro Liberal foi um periódico publicado no Rio de Janeiro, então capital do Brasil, à época do Primeiro Reinado.
Foi seu editor o francês Pierre de Chapuis.